# Ansgar Beckermann
Pour les articles homonymes, voir Beckerman.
Ansgar Beckermann, né le 29 juin 1945 à Hambourg, est un philosophe allemand dont les travaux portent essentiellement sur la philosophie de l'esprit et l'épistémologie. Il est professeur de philosophie à l'université de Bielefeld  et a été président de la Gesellschaft für analytische Philosophie. Beckermann est surtout connu pour son soutien au physicalisme et sa discussion du concept d'émergence.

## Publication

### En anglais
- Emergence or Reduction?  (avec Hans Flohr et Jaegwon Kim), Berlin: Walter de Gruyter, 1992.
- Wittgenstein, Wittgensteinianism and the Contemporary Philosophy of Mind – Continuities and Changes. In: A. Coliva & E. Picardi (ed.): Wittgenstein today, 2004
- Self-Consciousness in Cognitive Systems. In: C. Kanzian. J. Quitterer and E. Runggaldier (ed.) Persons. An Interdisciplinary Approach, 2003
- The perennial problem of the reductive explainability of phenomenal consciousness - C.D. Broad on the explanatory gap. In: Thomas Metzinger (ed.) Neural Correlates of Consciousness - Empirical and conceptual Questions, Cambridge, MIT-Press, 2000

### En allemand
- Klassiker der Philosophie heute (avec Dominik Perler), Stuttgart: Reclam 2004.
- Analytische Einführung in die Philosophie des Geistes. Berlin: Walter de Gruyter, 1999.
- Einführung in die Logik. Berlin: Walter de Gruyter, 1997.
- Descartes' metaphysischer Beweis für den Dualismus, Freiburg: Verlag Karl Alber, 1986.
- Analytische Handlungstheorie. Bd. 2, Frankfurt: Suhrkamp, 1977.
- Gründe und Ursachen. Kronberg: Scriptor Verlag, 1977.

## Source
- (en) Cet article est partiellement ou en totalité issu de l’article de Wikipédia en anglais intitulé « Ansgar Beckermann » (voir la liste des auteurs).